# Монтекристо (Колумбия)
Монтекристо (исп. Montecristo) — город и муниципалитет на севере Колумбии, на территории департамента Боливар.

## История
Поселение, из которого позднее вырос город, было основано в 1877 году. Муниципалитет Монтекристо был выделен в отдельную административную единицу в 1994 году.

## Географическое положение

Муниципалитет Монтекристо

Город расположен в юго-западной части департамента, к востоку от реки Карибона (правый приток реки Каука), вблизи озёр Сьенага-Гранде и Сьенага-ла-Бартола, на расстоянии приблизительно 253 километров к юго-юго-востоку (SSE) от города Картахена, административного центра департамента. Абсолютная высота — 78 метров над уровнем моря.

Муниципалитет Монтекристо граничит на севере с территорией муниципалитета Ачи, на северо-западе — с муниципалитетом Сан-Хасинто-дель-Каука, на северо-востоке — с муниципалитетами Тикисио, Рио-Вьехо, Ареналь и Моралес, на востоке и юго-востоке — с муниципалитетом Санта-Роса-дель-Сур, на западе и юго-западе — с территорией департамента Антьокия. Площадь муниципалитета составляет 2089 км².

## Население
По данным Национального административного департамента статистики Колумбии, совокупная численность населения города и муниципалитета в 2015 году составляла 21 229 человек.
Динамика численности населения муниципалитета по годам:
| 2005   | 2006   | 2007   | 2008   | 2009   | 2010   | 2011   | 2012   | 2013   | 2014   | 2015   |
| ------ | ------ | ------ | ------ | ------ | ------ | ------ | ------ | ------ | ------ | ------ |
| 16 973 | 17 351 | 17 709 | 18 101 | 18 493 | 18 915 | 19 351 | 19 795 | 20 262 | 20 741 | 21 229 |

Согласно данным переписи 2005 года мужчины составляли 51,9 % от населения Монтекристо, женщины — соответственно 48,1 %. В расовом отношении белые и метисы составляли 98,9 % от населения города; негры, мулаты и райсальцы — 1 %; индейцы — 0,1 %.
Уровень грамотности среди всего населения составлял 79,2 %.

## Экономика
Основу экономики Монтекристо составляют скотоводство, рыболовство, лесозаготовка и горнодобывающая промышленность.

66,7 % от общего числа городских и муниципальных предприятий составляют предприятия торговой сферы, 24,6 % — предприятия сферы обслуживания, 5,3 % — промышленные предприятия, 3,4 % — предприятия иных отраслей экономики.